# Nino Oxilia
Angelo Oxilia, conegut com a Nino (Torí, 13 de novembre de 1889 – Monte Tomba, 18 de novembre de 1917), va ser un periodista, escriptor, poeta i director italià.

## Biografia
Angelo (Nino) Oxilia va néixer a Via Garibaldi a Torí el 13 de novembre de 1889. La seva família era d'origen lígur, de Loano. Va començar la seva carrera com a periodista, treballant a la Gazzetta di Torino i al Momento. Va ser escriptor i poeta crepuscolare, guionista i director decinema. Estudiant de la Universitat de Torí, va ser un destacat exponent de la vida estudiantil i cultural de la ciutat, entrant en contacte primerenc amb els moviments crepuscolari i futurista.
La comèdia Addio giovinezza! (1911), escrit en col·laboració amb Sandro Camasio, del qual es van fer quatre pel·lícules, la primera de les quals rodada pel mateix Camasio. Una col·laboració prèvia entre Oxilia i Camasio havia donat a llum la comèdia La zingara (1909). Després va compondre la comèdia La Donna e lo specchio, després, amb Sandro Camasio i Nino Berrini, la goliardesca revista teatral Cose dell'altro mondo, de caràcter enginyós i satíric, també reeixit.
Va ser l'autor de Il commiato, un himne goliàrdic per als estudiants graduats de la Facultat de Dret de la Universitat de Torí (1909).
Aquesta famosa cançó, escrita en col·laboració amb Giuseppe Blanc, constitueix l'ancestre directe de Giovinezza: va ser posteriorment adaptada i modificada radicalment, en versions posteriors, pel règim feixista.
Segons un estudi del 2013, l'himne, en la versió original, era una resposta d'Oxilia a un poema de mig segle abans del milanès Emilio Praga, poeta "maledit" pertanyent a la Scapigliatura; a més, tindria les seves arrels més remotes en l'exaltació de la joventut de la Revolució Francesa, fent referència a un símbol contingut en el famós quadre d'Eugène Delacroix, La llibertat guiant al poble, conservat al Louvre de París.
El 1909 va publicar el recull poètic Canti brevi, per a l'editorial Spezia de Torí; altres dels seus poemes, trobats manuscrits a la motxilla d'Oxilia després de la seva mort, van ser recollits en una obra pòstuma, Gli orti (1918), amb un prefaci del seu amic Renato Simoni. Va marxar al front durant la Primera Guerra Mundial, i va morir segat per una granada al Monte Tomba mentre participava en la defensa de la línia de Monte Grappa. Amb el D.L.L. el 12 de juny de 1919 se li va concedir pòstumament la Medalla al Valor Militar.
Està enterrat al Cementiri Monumental de Torí.
L'any 2014 la Cineteca di Bologna va estrenar en DVD la pel·lícula d’Oxilia Sangue blu del 1914, amb la diva Francesca Bertini; el DVD també inclou un documental sobre la vida i l'obra de Nino Oxilia, editat per Giovanni Lasi.

## Obres

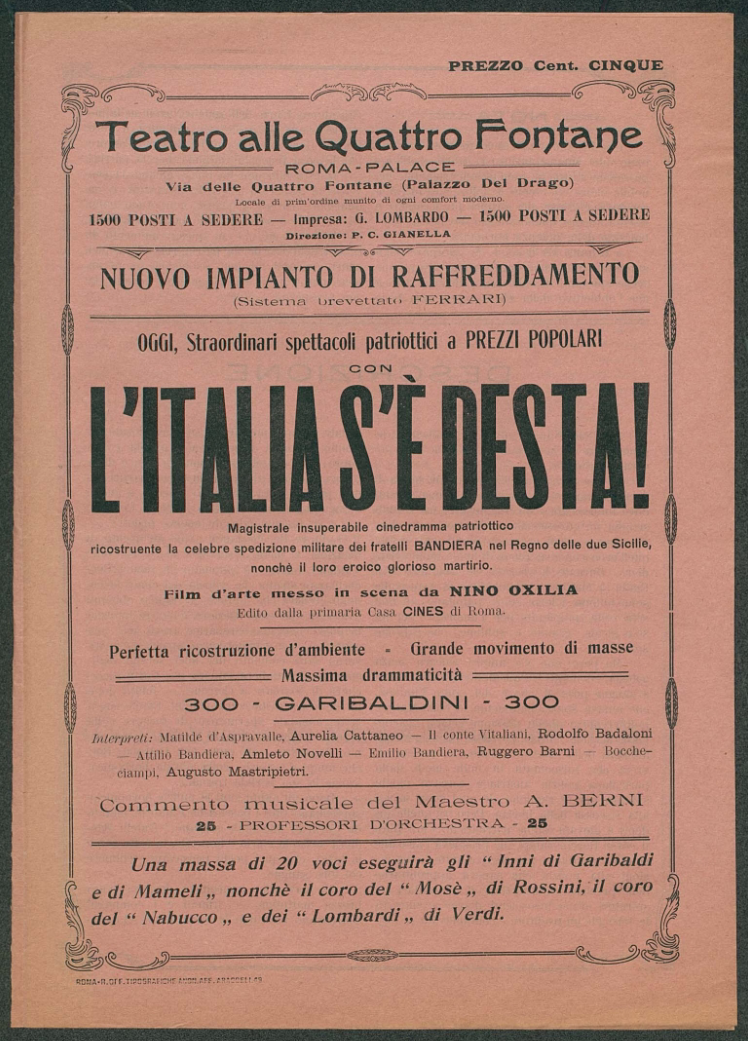
Cartell publicitari de la projecció de la pel·lícula Italia s'è desta! de 1916

### Obres de teatrei
- La zingara (1909), amb Sandro Camasio
- Addio giovinezza! (1911), amb Sandro Camasio
- Cose dell'altro mondo (1912), revista teatral escrita amb Sandro Camasioi Nino Berrini
- La Donna e lo specchio (1914)

### Cinema
- In hoc signo vinces (1913)
- Il velo d'Iside (1913)
- Cadavere vivente (1913) - amb Oreste Mentasti
- Giovanna D'Arco (1913)
- La monella (1914)
- L'ammiraglia (1914)
- Il focolare domestico (1914)
- Retaggio d'odio (1914)
- Veli di giovinezza (1914)
- Sangue blu (1914)
- Per amore di Jenny (1915)
- Ananke (1915)
- Papà (1915)
- Nella fornace (1915)
- Il sottomarino n. 27 (1915)
- L'Italia s'è desta! (1916)
- Odio che ride (1916)
- Rapsodia satanica (1917)
- L'uomo in frak (1917)

### Poesia
- Canti brevi (1909), reedició 2014 editada per Patrizia Deabate (Torí, Neos)
- Orti (1918, publicat pòstumament)
- Poesie (1973, publicat pòstumament)